# Enzo Enzo
Enzo Enzo (Párizs 17. kerülete, 1959. augusztus 29. –), orosz származású francia énekesnő.

## Pályafutása
Körin Ternovtzeff orosz családban született. 1978-ban alkalmanként roadként dolgozott a Téléphone francia rockegyüttesnél. Találkozott Olivier Caudron gitárossal (Olive néven ismert), aki meghívta basszusgitározni új zenekarába, Lili Dropba. Az együttes több kislemezt és EP-t, valamint két albumot is kiadott 1982-ig.
1982-ben jelent meg első kislemeze (Je veux jouer à tout és a China Girl), szerzői: Iggy Pop és David Bowie). Második kislemeze Blanche neige és Oiseau de malheur címmel 1984-ben jelent meg (ezen nevezte el magát Enzo Enzónak). 1990-ben jelent meg első albuma (Enzo Enzo). 1992-ben turnézott vele Franciaországban, szerte Európában, Kanadában, Japánban.
Második albumával (Deux, 1994) elnyerte az „Év művésze” díjat, a Juste quelqu'un de bien című dalt pedig „az év legjobb dalának” választották. 1997-ben megjelent harmadik albuma, az Oui. 1998-ban ismét jelölték az „Év művészének”, de Zazie mögött csak második lett.
A negyedik album (Le jour d'à côté, 2001) megjelenése után Ázsiában (Thaiföld, Kambodzsa, Mianmar, Szingapúr, Indonézia), majd Franciaországban turnézott. A következő albumot, a Parolit (2004) egy hároméves turné követte.
2007 decemberében megjelent Enzo Enzo hatodik stúdióalbuma (Chansons d'une maman), 1931 és 1958 közötti gyermekdalokkal. A hetedik albumán Rudyard Kipling három gyerektörténetének narrátoraként szerepel − Romain Didier zenéjével. A Clap! (2009) című lemezén gyermekkora filmjeinek és musicaljeinek dalait énekli. Az Eau calme című albuma 2021-ben jelent meg.

## Albumok
- 1990: Enzo Enzo
- 1994: Deux
- 1997: Oui
- 1999: Enfin seuls
- 2001: Le jour d'à côté
- 2004: Paroli
- 2007: Chansons d'une maman
- 2008: Trois histoires comme ça
- 2009: Clap!
- 2010: Têtue
- 2011: Chansons d'une maman pour culottes courtes
- 2021: Eau calme

## Díjak
- Prix Raoul-Breton
- Victoires de la Musique – Female artist of the year (Véronique Sanson, 1995, Victoires de la musique 1995, Barbara)

## Filmek
Enzo Enzo az IMDb-n